# Yacht Club Ypacaraí
El Yacht Club Ypacaraí es un club náutico ubicado en la orilla del lago Ypacaraí, en Itaugua, Paraguay.

## Historia
Fue fundado el 5 de abril de 1975 y su primera sede social fue la vivienda de alquiler de la familia Morinigo en San Bernardino. En 1982 se trasladó a su ubicación actual. Su primera flota fue de Snipes, incorporándose posteriormente las de las clases Optimist, Hobie Cat 14 y Laser.

## Regatas
El club ha organizado el Campeonato de América del Sur de la clase Snipe en 1979, 1983 y 1987.